# Hepialichneumon
Hepialichneumon är ett släkte av steklar. Hepialichneumon ingår i familjen brokparasitsteklar.
Kladogram enligt Catalogue of Life:
| Hepialichneumon | \| \| Hepialichneumon baimaensis \| \| \| \| \| \| Hepialichneumon deqinensis \| \| \| \| \| \| Hepialichneumon meiliensis \| \| \| \| \| \| Hepialichneumon yulongensis \| \| \| \| |
|                 | \| \| Hepialichneumon baimaensis \| \| \| \| \| \| Hepialichneumon deqinensis \| \| \| \| \| \| Hepialichneumon meiliensis \| \| \| \| \| \| Hepialichneumon yulongensis \| \| \| \| |
|                 | Hepialichneumon baimaensis |
|                 | |
|                 | Hepialichneumon deqinensis |
|                 | |
|                 | Hepialichneumon meiliensis |
|                 | |
|                 | Hepialichneumon yulongensis |
|                 | |